# Ned Beatty
Ned Thomas Beatty (Louisville, 6 luglio 1937 – Los Angeles, 13 giugno 2021) è stato un attore statunitense.

## Biografia
Era figlio di Margaret Fortney e Charles William Beatty, che morì quando egli aveva 15 anni. Dopo una carriera in teatro, nel 1972 debuttò nel cinema con il film Un tranquillo weekend di paura di John Boorman, affiancando Jon Voight e Burt Reynolds. Inconfondibile volto di caratterista nel cinema americano (soprattutto degli anni settanta) e molto attivo anche in televisione, Ned Beatty fu candidato all'Oscar al miglior attore non protagonista per Quinto potere (1976) di Sidney Lumet. Tra le altre sue innumerevoli interpretazioni, sono da ricordare quelle in Superman (1978) di Richard Donner e in 1941 - Allarme a Hollywood (1979) di Steven Spielberg. Nel 2013 decise di ritirarsi dalle scene.
Ned Beatty è morto a Los Angeles per cause naturali il 13 giugno 2021, all'età di 83 anni.

## Filmografia parziale

### Attore

#### Cinema
- Un tranquillo weekend di paura (Deliverance), regia di John Boorman (1972)
- L'uomo dai 7 capestri (The Life and Times of Judge Roy Bean), regia di John Huston (1972)
- Il ladro che venne a pranzo (The Thief Who Came to Dinner), regia di Bud Yorkin (1973)
- Il diavolo del volante (The Last American Hero), regia di Lamont Johnson (1973)
- McKlusky, metà uomo metà odio (White Lightning), regia di Joseph Sargent (1973)
- Un uomo da buttare (W.W. and the Dixie Dancekings), regia di John G. Avildsen (1975)
- Nashville, regia di Robert Altman (1975)
- Tutti gli uomini del presidente (All the President's Men), regia di Alan J. Pakula (1976)
- Il fantabus (The Big Bus), regia di James Frawley (1976)
- Quinto potere (Network), regia di Sidney Lumet (1976)
- Wagons-lits con omicidi (Silver Streak), regia di Arthur Hiller (1976)
- Mikey e Nicky (Mickey and Nicky), regia di Elaine May (1976)
- L'esorcista II - L'eretico (Exorcist II: The Heretic), regia di John Boorman (1977)
- Il clandestino (Alambrista!), regia di Robert M. Young (1977)
- Superman, regia di Richard Donner (1978)
- Salvate il Gray Lady (Gray Lady Down), regia di David Greene (1978)
- La saggezza nel sangue (Wise Blood), regia di John Huston (1979)
- 1941 - Allarme a Hollywood (1941), regia di Steven Spielberg (1979)
- Promises in the Dark, regia di Jerome Hellman (1979)
- Superman II, regia di Richard Lester (1980)
- 2 sotto il divano (Hopscotch), regia di Ronald Neame (1980)
- The Incredible Shrinking Woman, regia di Joel Schumacher (1981)
- La ballata di Gregorio Cortez (The Ballad of Gregorio Cortez), regia di Robert M. Young (1982)
- Giocattolo a ore (The Toy), regia di Richard Donner (1982)
- A scuola con papà (Back to School), regia di Alan Metter (1986)
- Big Easy - Brivido seducente (The Big Easy), regia di Jim McBride (1986)
- Quarto protocollo (The Fourth Protocol), regia di John Mackenzie (1987)
- Agente Porter al servizio di Sua Maestà (The Trouble with Spies), regia di Burt Kennedy (1987)
- Rolling Vengeance, regia di Steven Hilliard Stern (1987)
- Cambio marito (Switching Channels), regia di Ted Kotcheff (1987)
- Il corpo del reato (Physical Evidence), regia di Michael Crichton (1989)
- Big Bad John, regia di Burt Kennedy (1990)
- Capitan America (Captain America), regia di Albert Pyun (1990)
- Riposseduta (Repossessed), regia di Bob Logan (1990)
- Il mistero di Jo Locke, il sosia e miss Britannia '58 (Hear My Song), regia di Peter Chelsom (1991)
- Doppia anima (Prelude to a Kiss), regia di Norman René (1992)
- Rudy - Il successo di un sogno (Rudy), regia di David Anspaugh (1993)
- La giusta causa (Just Cause), regia di Arne Glimcher (1995)
- Una rapina tira l'altra (The Curse of Inferno), regia di John Warren (1996)
- He Got Game, regia di Spike Lee (1998)
- La fortuna di Cookie (Cookie's Fortune), regia di Robert Altman (1999)
- Life, regia di Ted Demme (1999)
- Pantaloncini a tutto gas (Thunderpants), regia di Peter Hewitt (2002)
- The Walker, regia di Paul Schrader (2007)
- Shooter, regia di Antoine Fuqua (2007)
- La guerra di Charlie Wilson (Charlie Wilson's War), regia di Mike Nichols (2007)
- L'occhio del ciclone - In the Electric Mist (In the Electric Mist), regia di Bertrand Tavernier (2009)
- The Killer Inside Me, regia di Michael Winterbottom (2010)
- Rampart, regia di Oren Moverman (2011)
- L'amore in valigia (Baggage Claim), regia di David E. Talbert (2013)

#### Televisione
- Ideologia del terrore (Attack on Terror: The FBI vs. the Ku Klux Klan), regia di Marvin J. Chomsky – miniserie TV (1975)
- Le strade di San Francisco (The Streets of San Francisco) – serie TV, episodio 5x16 (1977)
- Una donna di nome Golda (A Woman Called Golda), regia di Alan Gibson – miniserie TV (1982)
- La signora in giallo (Murder, She Wrote) – serie TV, episodio 1x00 (1984)
- Gli ultimi giorni di Pompei (The Last Days of Pompeii), regia di Peter Hunt – miniserie TV (1984)
- Alfred Hitchcock presenta (Alfred Hitchcock Presents) – serie TV, 1 episodio (1985)
- Autostop per il cielo (Highway to Heaven) – serie TV, episodio 3x05 (1986)
- Libertà di reato (Bone N Weasel), regia di Lewis Teague – film TV (1992)
- Homicide (Homicide: Life on the Street) – serie TV, 33 episodi (1993-1995)
- I viaggi di Gulliver (Gulliver's Travels), regia di Charles Sturridge – miniserie TV (1996)
- CSI - Scena del crimine (CSI: Crime Scene Investigation) – serie TV, episodio 7x12 (2007)
- Law & Order - I due volti della giustizia (Law & Order) – serie TV, episodio 19x07 (2008)

### Doppiatore
- Toy Story 3 - La grande fuga (Toy Story 3), regia di Lee Unkrich (2010)
- Rango, regia di Gore Verbinski (2011)

## Riconoscimenti
- Premio Oscar
  - 1977 – Candidatura al miglior attore non protagonista per Quinto potere

## Doppiatori italiani
Nelle versioni in italiano delle opere in cui ha recitato, Ned Beatty è stato doppiato da:
- Renato Mori in Tutti gli uomini del presidente, Cambio marito, Rudy - Il successo di un sogno, CSI - Scena del crimine, The Killer Inside Me
- Elio Pandolfi in Gli ultimi giorni di Pompei, A scuola con papà, Quarto protocollo
- Giorgio Lopez in La signora in giallo, Il corpo del reato, La guerra di Charlie Wilson
- Paolo Lombardi in Benvenuti a Radioland, The Walker, L'occhio del ciclone - In the Electric Mist
- Luciano De Ambrosis in La giusta causa, L'amore in valigia
- Bruno Alessandro in Life, Shooter
- Sandro Iovino in Homicide, Homicide - The Movie
- Dante Biagioni in La strada di casa, Pappa e ciccia
- Giorgio Gusso in Un tranquillo weekend di paura
- Carlo Baccarini in L'uomo dai 7 capestri
- Glauco Mauri in Quinto potere
- Gianni Marzocchi in L'esorcista II - L'eretico
- Armando Bandini in Superman
- Antonio Guidi in Salvate il Gray Lady
- Piero Tiberi in Superman II
- Oreste Rizzini in 2 sotto il divano
- Riccardo Cucciolla in Alfred Hitchcock presenta
- Osvaldo Ruggieri in Big Easy - Brivido seducente
- Gino Pagnani in Agente Porter al servizio di Sua Maestà
- Francesco Caruso Cardelli in Capitan America
- Ettore Conti in La fortuna di Cookie
- Carlo Reali in Law & Order - I due volti della giustizia
- Giuseppe Fortis in Robert Kennedy
- Dario De Grassi in L'ultima estate del mio bambino
- Enzo Avolio in Doppia anima
- Gianni Musy in He Got Game
- Manlio De Angelis in Rampart
- Giorgio Locuratolo in L'esorcista II - L'eretico (ridoppiaggio)
- Mino Caprio in Superman (ridoppiaggio)

Da doppiatore è sostituito da:
- Riccardo Garrone in Toy Story 3 - La grande fuga
- Gianni Musy in Rango